# NGC 3168
NGC 3168 is een elliptisch sterrenstelsel in het sterrenbeeld Grote Beer. Het hemelobject werd op 25 maart 1832 ontdekt door de Britse astronoom John Herschel.

## Synoniemen
- UGC 5536
- MCG 10-15-52
- ZWG 290.23
- PGC 30001